# Xajax
xajax是一套利用PHP的開源AJAX框架。目前最新穩定版本為0.5，同時亦推出0.6 Beta 1版。

## 系統需求
1. 伺服端：PHP 4.3.X 或是 PHP5；Apache 或是 IIS
2. 客戶端：Internet Explorer 6、Firefox、Opera 8.0+（其他瀏覽器亦有可能得以運行）

## 概要
不同於其他的AJAX框架，xajax讓使用者只需使用PHP，無需深厚的javascript基礎，即可寫出一個簡單易用的AJAX應用程式。

## 限制
目前的Xajax僅能使用XML傳遞資料，是其限制所在。未來將會增加對JSON的支援。

## 外部連結
- （英文）xajax首頁 （页面存档备份，存于）
- （英文）xajax社群討論區 （页面存档备份，存于）
- （英文）Xajax tutorials & Code Samples
- （简体中文）学习xajax的中文站点（已停止更新）
- （繁體中文）xajax.Net （页面存档备份，存于）（以xajax 0.2.5為基礎，移植到ASP.NET AJAX的非官方分支版本）